# Elisedd ap Gwylog
Elisedd ap Gwylog (Elisedd Sohn des Gwylog), auch Eliseg ap Gwylog, († um 755) war König von Powys, eines der im östlichen Teil von Wales gelegenen historischen keltischen Königreiche, die dort nach dem Rückzug des Römischen Reiches nach 410 n. Chr. entstanden. Er war erfolgreich bemüht, sein Reich gegen die Expansionsbestrebungen des Königreiches Mercia zu verteidigen und zu konsolidieren. Bekannt ist er jedoch vor allem wegen der zu seinen Ehren errichteten Gedenksäule, der Säule des Eliseg (englisch: Pillar of Eliseg), die von seinem Urenkel um 855 errichtet wurde.

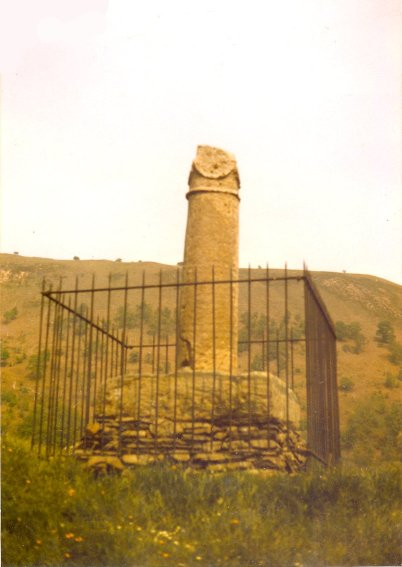
Die Säule des Eliseg nahe der Zisterzienserabtei Valle Crucis in Wales im heutigen beschädigten Zustand

## Herkunft
Elisedd stammt aus der so genannten Gwrtheyrnion/Gwertherion- oder Gwerthrynion-Dynastie, die ihr Herrschaftszentrum im walisischen Commote (Bezirk) Gwrtheyrnion in Mittelwales (walisisch: Canolbarth Cymru), nördlich des River Wye (walisisch Afon Gwy) hatte. Gemäß der Tradition leitet sie sich von der Ehe zwischen dem römisch-keltischen Kriegerfürsten des 5. Jahrhunderts Vortigern (walisisch: Gwrteyrn) und der Prinzessin Severa, einer Tochter des Magnus Maximus, ab, der 383 von den römischen Truppen in Britannien zum römischen Kaiser aufgerufen wurde. Diese Abstammung ist auch im Text der Säule von Eliseg festgehalten.
Der nähere Stammvater Elisedds war der als Kriegsheld und Jäger bekannte Brochwel ap Cyngen, besser bekannt als Brochwel Ysgithrog (* ca. 560), der König von Powys in Ostwales war und der Tradition nach eine zahlreiche Nachkommenschaft hinterließ.
Vom Vater Elisedds ist nicht viel mehr als sein Name und die ungefähren Lebensdaten bekannt. Er hieß Gwylog ap Beli, wurde um 695 geboren und starb im Jahre 725 als König von Powys. Von Elisedds Mutter ist weder der Name noch die Herkunft bekannt.

## Leben

### Abwehrkampf gegen die Angelsachsen
Das Leben von König Elisedd war wesentlich durch die gegebene geographische Lage seines Königreiches geprägt, das sich im Osten von Wales bis auf das Gebiet des modernen Shrewsbury und durch die Nachbarschaft zu den expansiven Angelsachsen erstreckte. Sein Königreich Powys war daher jahrhundertelang dem massiven Druck der Angelsachsen aus den benachbarten östlichen Grenzgebieten, den späteren Grafschaften Cheshire, Shropshire und Herefordshire ausgesetzt. Es war insbesondere das Königreich Mercia, das unter Aethelbald, König von Mercia (716–757) eine massive Bedrohung darstellte. König Aethelbald verfolgte eine expansive Politik, annektierte eine Reihe bisher unabhängiger oder zumindest autonomer Kleinkönigreiche und erreichte dadurch eine Vormachtstellung unter den angelsächsischen Königreichen, was Aethelbald durch Annahme des Titels „rex Britanniae“ (König von ganz Britannien) unterstrich. Dies war jedoch etwas übertrieben, da er nach dem zeitgenössischen Gelehrten und Geschichtsschreiber Beda Venerabilis (nur) ganz England südlich des Flusses Humber regierte.
Elisedd ap Gwylog kam dadurch mehrfach ins Gedränge. Während es seinem Vater nach 705 noch gelegentlich gelang, die Angelsachsen zurückzudrängen ging später – während der Herrschaft von König Aethelbald – u. a. das Gebiet der späteren Grafschaft Shrewsbury an das Königreich Mercia verloren.
Nur in aufwändigen und jahrelangen Kämpfen – die Säule des Eliseg spricht von neun Jahren – gelang es König Elisedd, die Unabhängigkeit seines Reiches zu wahren und sogar vereinzelte verlorene Territorien wieder an sich zu bringen.
Dieser hartnäckige Widerstand von König Elisedd, der seinem Herrschaftsbereich u. a. die Stadt Oswestry (in der englischen Grafschaft Shropshire in den West Midlands) einverleiben konnte, daher als Bedrohung wahrgenommen wurde, veranlasste König Aethelbald von Mercia den so genannten „Wat’s Dyke“, einen 64 km langen Erdwall zur Abgrenzung seiner Länder gegen Elisedds Königreich Powys zu errichten.

### Verlegung der Residenz
Vermutlich um 717 verlegte Elisedd den königliche Hof von der alten Hauptstadt Viroconium Cornoviorum (ursprünglich eine wichtige römische Stadt, heute das kleine Dorf Wroxeter in der englischen Grafschaft Shropshire etwa 8 km südöstlich von Shrewsbury) in die Burg Mathrafal (heute Ruine), etwa 10 Kilometer nordwestlich der Stadt Welshpool (walisisch Y Trallwng) im Tal des Flusses Severn (walisisch: Vyrnwy). Mathrafal diente den Königen und Fürsten von Powys vom 8. bis zum 13. Jahrhundert als Residenz, bis die Burg im Jahre 1212 von Llywelyn ap Iorwerth Herrscher des walisischen Königreiches Gwynedd zerstört wurde.

### Die Säule des Eliseg
Das wichtigste Element, das an König Elisedd von Powys erinnert, ist die nach ihm benannte Gedenksäule, genannt „Pillar of Eliseg“ auch „Elise’s Pillar“ oder „Croes Elisedd“ genannt. Es handelt sich dabei um eine Steinsäule – ursprünglich ein Kreuz – die sich in der Nähe der Zisterzienserabtei Valle Crucis in Denbighshire in Wales befindet und von Cyngen ap Cadell († 855) König von Powys zu Ehren seines Urgroßvaters Elisedd ap Gwylog errichtet wurde.
Auf dieser Säule befindet sich eine der längsten Inschriften in England, die aus der Zeit vor der Invasion der Wikinger stammen. Der Teil des inzwischen gänzlich verwitterten lateinischen Textes, der Elisedd betrifft, lautet in freier Übersetzung etwa wie folgt:
„Concenn Sohn des Cattell, Cattell Sohn des Brochmail, Brochmail Sohn des Eliseg, Eliseg Sohn des Guoillauc.
Concenn Urenkel des Eliseg errichtete diesen Stein für seinen Urgroßvater Eliseg. Derselbe Eliseg, der das Erbe von Powys nach neun Jahren Kampf gegen die Angeln mit dem Schwert und mit Feuer wieder vereinigte.
Wer auch immer diesen mit der Hand beschriebenen Stein liest, der sollte die Seele des Eliseg segnen“.
Diese Säule wurde im Englischen Bürgerkrieg (1642–1649) von den so genannten „Roundheads“ – den Anhängern der Parlamentarier im Krieg gegen Karl I. – den absolutistischen König von England (1625–1649) – umgestürzt. Der walisische Gelehrte Edward Lhuyd (* 1660, † 1709) untersuchte die Säule und schrieb den Text im Jahre 1696 ab. Der untere Teil der Säule ist verschollen, die obere Hälfte wurde im Jahre 1779 wieder aufgerichtet.

## Ehe und Nachkommen
Name und Herkunft der Frau Elisedds sind nicht bekannt.
Kinder:
Elisedd hatte zumindest einen Sohn:
- Brochfael ap Elisedd, König von Powys (755?–773). Er folgte auf seinen Vater Elisedd als König von Powys, blieb jedoch als Herrscher weit hinter diesem zurück, da er die gesamten Gebiete, die sein Vater in der ersten Hälfte des 8. Jahrhunderts erobert hatte, wieder verlor.